# Storckensohn
Storckensohn – miejscowość i gmina we Francji, w regionie Grand Est, w departamencie Górny Ren.
Według danych na rok 1990 gminę zamieszkiwało 239 osób, a gęstość zaludnienia wynosiła 47 osób/km² (wśród 903 gmin Alzacji Storckensohn plasuje się na 638. miejscu pod względem liczby ludności, natomiast pod względem powierzchni na miejscu 482.).